# Touring Club Italiano

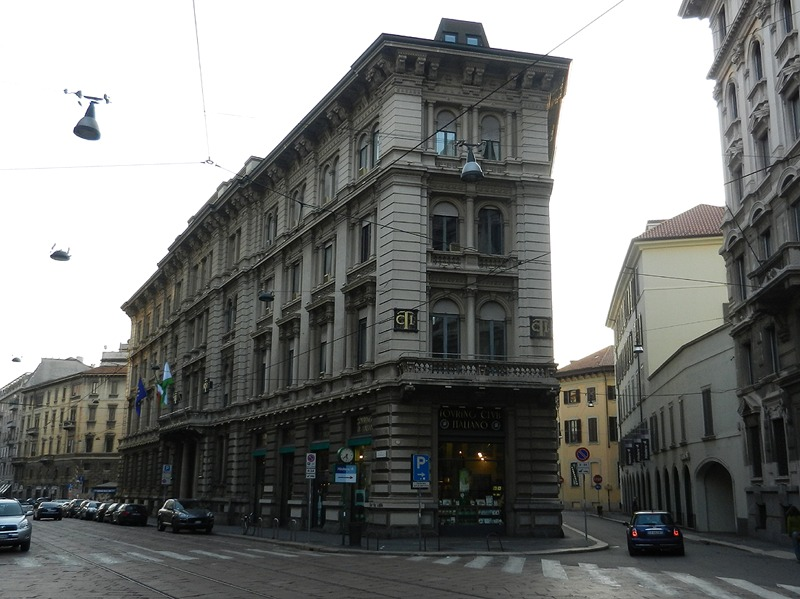
Sitz des Touring Club Italiano in Mailand

Der Touring Club Italiano (TCI) ist ein 1894 gegründeter Verein, der sich mit den Belangen des italienischen Tourismus befasst. Der Sitz des Clubs befindet sich in Mailand im 1915 von Achille Binda errichteten Palazzo Touring Club Italiano, auch Palazzo Bertarelli genannt (Corso Italia 10).

## Geschichte

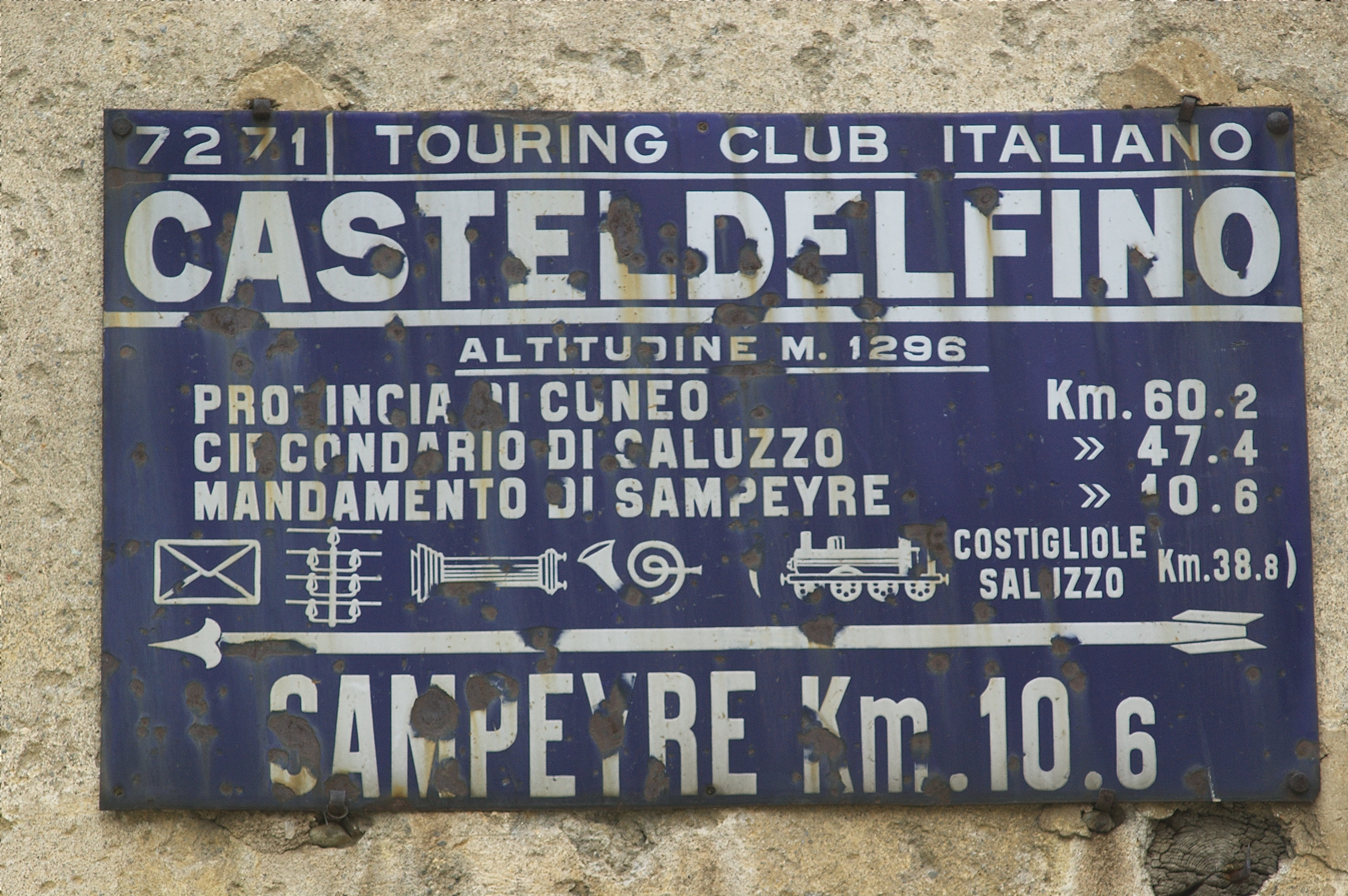
Wegweiser und Hinweisschild des TCI in Casteldelfino (vor 1923 entstanden)

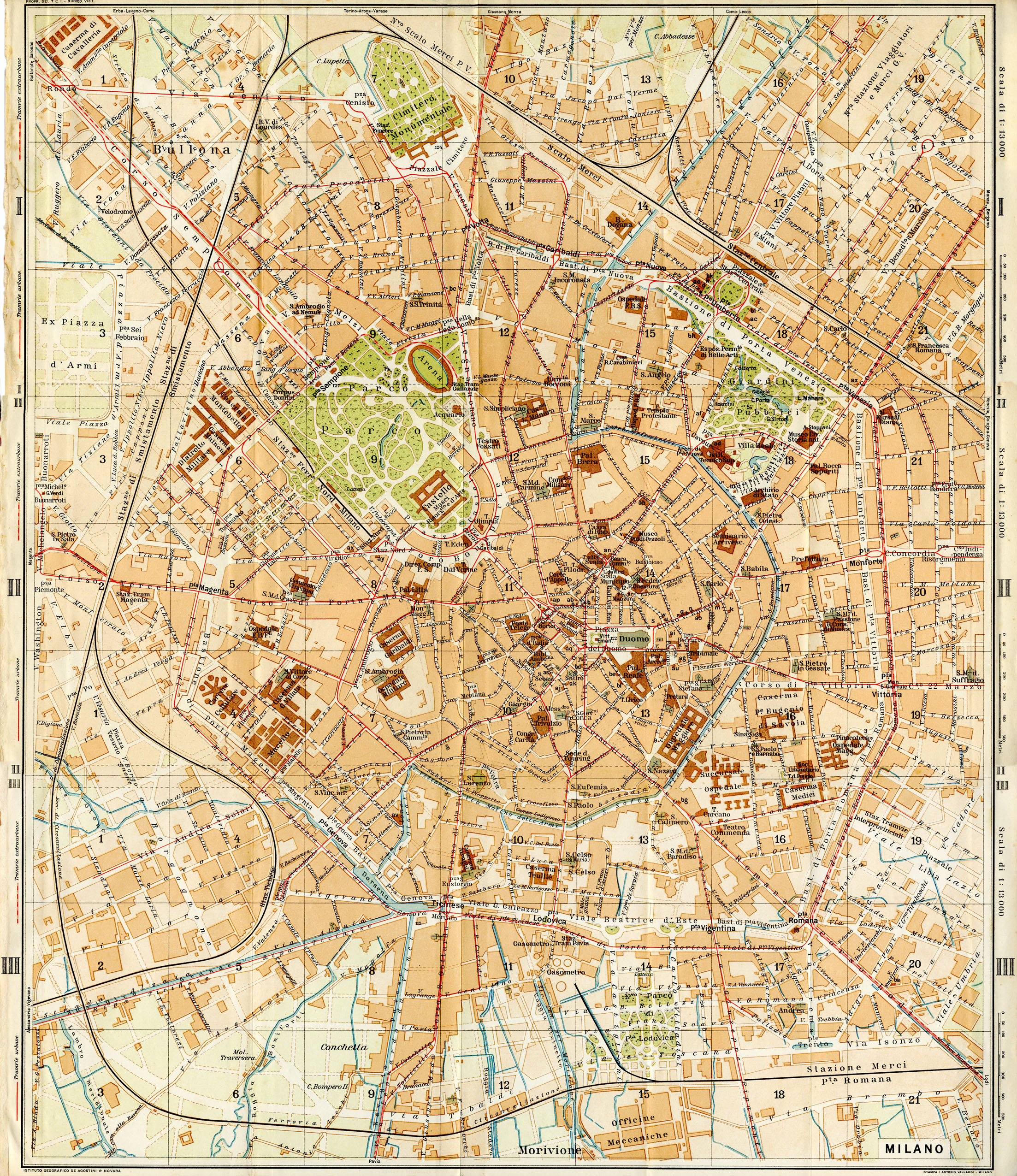
Historischer Stadtplan des TCI von Mailand aus dem Jahr 1914

Der Verein wurde am 8. November 1894 von Luigi Vittorio Bertarelli (1859–1926, ab 1906 Vizepräsident und ab 1919 Präsident), Federico Johnson und weiteren fünfundfünfzig  Personen als Radfahrervereinigung unter dem Namen Touring Club Ciclistico Italiano (TCCI) gegründet, um das damals neu aufkommende Fahrrad bekannter zu machen. Ein Jahr nach der Gründung veröffentlichte der Verein seinen ersten Reiseführer und machte erste Vorschläge zu Radwegen. 1900 wurde der Verein in Touring Club Italiano (T.C.I.) umbenannt. In den Jahren des italienischen Faschismus musste der Verein seinen englisch klingenden Namen in die italianisierte Form Consociazione Turistica Italiana (CTI) umbenennen. Bekannt ist der Verein für seine präzise Kartografie und seine Druckerzeugnisse auf Dünndruckpapier.

## Publikationen

### Monatsmagazine
- Guida d’Italia TCI, seit 1914.
- Le Vie d’Italia, von 1917 bis 1968 veröffentlicht.
- Le Vie d’Italia e dell’America Latina, Erweiterung der Vie d’Italia, von 1924 bis 1933.
- Le Vie d’Italia e del Mondo, Nachfolger der Vie d’Italia e dell’America Latina, von 1933 bis 1936.
- Le Vie del Mondo, Erweiterung von Le Vie d’Italia e del Mondo, von 1937 bis 1943 und von 1950 bis 1967.
- Vie d’Italia e del Mondo, Nachfolger der Vie del Mondo, von 1968 bis 1970.
- Vie del Mondo, Nachfolger von Vie d’Italia e del Mondo, von 1987 bis 1992.
- Alisei, Nachfolger von Vie del mondo, seit 1992
- QuiTouring, Mitgliedermagazin, seit 1971

### Reiseführer (Auswahl)
- Guida d’Italia TCI, seit 1914
- Le Guide Rosse (die roten Reiseführer), in kompakter gebundener Dünndruckausgabe, mit detaillierten kulturhistorischen Angaben.
- Le Guide Verdi (die grünen Reiseführer), seit den 1980er Jahren.
- Le Guide Oro (die goldenen Reiseführer), visualisierte Reiseführer.
- Le Guide Gialle (die gelben Reiseführer), reine Text-Reiseführer.

### Atlanten
- Atlante Internazionale del Touring Club Italiano, seit 1927

## Verleihung von Qualitätssiegeln
Seit 1998 verleiht der TCI die Bandiera Arancione (zu deutsch: Orange Fahne) ein Qualitätssiegel im Bereich Tourismus und Umwelt, welches der Verein an kleine Gemeinden (maximale Einwohnerzahl: 15.000) im italienischen Hinterland vergibt. Die ausgezeichneten Ortschaften heben sich durch herausragende Stadtbilder und eine ausgezeichnete Tourismusinfrastruktur ab. Die Orange Fahne ist das einzige italienische Projekt, welches von der Weltorganisation für Tourismus als erfolgreiches Programm zur Entwicklungsförderung im Bereich Tourismus anerkannt ist.